# Tour de Suisse 2003
Die 67. Tour de Suisse fand vom 16. bis 25. Juni 2003 statt. Sie wurde in neun Etappen und einem Prolog über eine Distanz von 1444 Kilometern ausgetragen.
Gesamtsieger wurde Alexander Winokurow, der auch eine Etappe für sich entscheiden konnte.
Die Rundfahrt startete in Egerkingen mit einem Prolog über 7 Kilometer und endete in Aarau.

## Etappen
| Etappe    | Tag      | Start – Ziel            | km         | Etappensieger        | Gesamtwertung        |
| --------- | -------- | ----------------------- | ---------- | -------------------- | -------------------- |
| Prolog    | 16. Juni | Egerkingen – Egerkingen | 7 (EZF)    | Fabian Cancellara    | Fabian Cancellara    |
| 1. Etappe | 17. Juni | Egerkingen – Le Locle   | 162,8      | Alexander Winokurow  | Alexander Vinokurow  |
| 2. Etappe | 18. Juni | Murten – Nyon           | 175,1      | Robbie McEwen        | Alexander Vinokurow  |
| 3. Etappe | 19. Juni | Nyon – Saas Fee         | 204,7      | Francesco Casagrande | Alexander Vinokurow  |
| 4. Etappe | 20. Juni | Visp – Losone           | 166,5      | Sandy Casar          | Alexander Vinokurow  |
| 5. Etappe | 21. Juni | Ascona – La Punt        | 177,8      | Francesco Casagrande | Francesco Casagrande |
| 6. Etappe | 22. Juni | Silvaplana – Silvaplana | 134,7      | Óscar Pereiro        | Francesco Casagrande |
| 7. Etappe | 23. Juni | Savognin – Oberstaufen  | 231,3      | Sergei Jakowlew      | Francesco Casagrande |
| 8. Etappe | 24. Juni | Gossau ZH – Gossau      | 32,5 (EZF) | Bradley McGee        | Alexander Vinokurow  |
| 9. Etappe | 25. Juni | Stäfa – Aarau           | 151,8      | Baden Cooke          | Alexander Vinokurow  |